# Super Bowl XXVIII
A Super Bowl XXVIII az 1993-as NFL-szezon döntője volt. A mérkőzést a Georgia Dome-ban játszották Atlantában 1994. január 30-án. A mérkőzést a Dallas Cowboys nyerte.

## A döntő résztvevői
A címvédő Dallas Cowboys az alapszakaszban 12–4-es teljesítménnyel zárt, és az NFC első kiemeltjeként jutott a rájátszásba. Erőnyerőként csak a konferencia-elődöntőben kapcsolódott be a rájátszásba, ahol otthon a Green Bay Packers-t verte, később a konferencia-döntőben szintén hazai pályán a San Francisco 49ers ellen győzött.
A Buffalo Bills is 12–4-es teljesítménnyel végzett az alapszakaszban, így az AFC első kiemeltjeként került a rájátszásba. Erőnyerőként a Bills is csak a konferencia-elődöntőben játszott először. Hazai pályán a Los Angeles Raiders-t győzte le, majd a konferencia-döntőben újra hazai pályán a Kansas City Chiefs ellen győzött. A Bills az ezt megelőző három Super Bowlon is részt vett, azonban mindegyiket elvesztette.
Ugyanaz a párosítás alakult ki, mint egy évvel korábban.

## A mérkőzés
A mérkőzést 30–13-ra a Dallas Cowboys nyerte, és története során hetedszer nyerte meg Super Bowlt. A Bills viszont egymás után a negyedik döntőjét vesztette el. A legértékesebb játékos a Cowboys running back-je, Emmitt Smith lett.
| N | Idő   | Drive | Drive | Drive     | Csapat  | Play leírása                                                                          | Pont    | Pont  |
| N | Idő   | Play  | Yard  | Időtartam | Csapat  | Play leírása                                                                          | Cowboys | Bills |
| - | ----- | ----- | ----- | --------- | ------- | ------------------------------------------------------------------------------------- | ------- | ----- |
| 1 | 12:41 | 4     | 24    | 2:19      | Cowboys | Mezőnygól. Eddie Murray 41 yardról.                                                   | 3       | 0     |
| 1 | 10:19 | 7     | 43    | 2:22      | Bills   | Mezőnygól. Steve Christie 54 yardról.                                                 | 3       | 3     |
| 1 | 3:55  | 6     | 43    | 4:02      | Cowboys | Mezőnygól. Eddie Murray 24 yardról.                                                   | 6       | 3     |
|   |       |       |       |           |         |                                                                                       |         |       |
| 2 | 12:26 | 17    | 80    | 6:29      | Bills   | Touchdown. Thurman Thomas 4 yardos futás, Steve Christie jutalomrúgás.                | 6       | 10    |
| 2 | 0:00  | 6     | 38    | 1:03      | Bills   | Mezőnygól. Steve Christie 28 yardról.                                                 | 6       | 13    |
|   |       |       |       |           |         |                                                                                       |         |       |
| 3 | 14:05 | –     | –     | –         | Cowboys | Touchdown. James Washington 46 yardos fumble visszahordás, Eddie Murray jutalomrúgás. | 13      | 13    |
| 3 | 8:42  | 8     | 64    | 4:32      | Cowboys | Touchdown. Emmitt Smith 17 yardos futás, Eddie Murray jutalomrúgás.                   | 20      | 13    |
|   |       |       |       |           |         |                                                                                       |         |       |
| 4 | 9:50  | 9     | 34    | 5:03      | Cowboys | Touchdown. Emmitt Smith 1 yardos futás, Eddie Murray jutalomrúgás.                    | 27      | 13    |
| 4 | 2:50  | 9     | 49    | 4:10      | Cowboys | Mezőnygól. Eddie Murray 20 yardról.                                                   | 30      | 13    |